# Irish Tour '74
Albums de Rory Gallagher
Tattoo
(1973) Against the Grain
(1975)
Irish Tour '74 est le sixième album de Rory Gallagher, le second enregistré en public. Il est paru le 21 juillet 1974 sur le label Chrysalis Records et a été produit par Gallagher lui-même.

## L'album
Ce second album live a été enregistré en janvier 1974 pendant la tournée irlandaise de Rory Gallagher. Les enregistrements ont été effectués à l'Ulster Hall de Belfast, au Carlton Cinema de Dublin et au City Hall de Cork.
Comme c'était le cas pour son premier album live, Live in Europe, Irish Tour '74 contient un grand nombre d'inédits .
Plusieurs fois réédité en CD, certaines versions sont amputées du titre Just a Little Bit remplacé par Maritime, titre anecdotique de 36 s. Quasiment toutes les rééditions CD oublient Just A Little Bit, heureusement présent en bonus-track du CD de Tattoo. La version ici présentée est celle de Capo Records, fidèle à l'enregistrement original.
Stompin' Ground (After Hours) est une jam d'après concert enregistrée pendant la tournée sur une unité mobile.
L'album a également été réédité sous le titre Irish Tour. En 2014, pour célébrer le 40e anniversaire de sa sortie, Sony Music sortira un coffret de sept disques compacts plus un DVD.
Il se classa à la 36e place des charts britanniques et sera certifié disque d'or au Royaume-Uni en février 2005.

## Informations sur le contenu de l'album
- Cradle Rock, Tattoo'd Lady, A Million Miles Away et Who's That Coming ? sont de l'album Tattoo ; Walk on Hot Coals de Blueprint ; les autres titres sont inédits.
- I Wonder Who est une reprise de Muddy Waters (1972) dont le titre original est Who's Gonna Be Your Sweet Man When I'm Gone ? sorti sur l'album The London Muddy Waters Sessions. Sur cet album de Muddy Waters,celui-ci est notamment accompagné à la guitare par Rory Gallagher.
- Too Much Alcohol est une reprise de J.B. Hutto (1965).
- As the Crow Flies est une reprise de Tony Joe White (1972), tirée de l'album The Train I'm On.
- Just a Little Bit est une reprise de Rosco Gordon (1959).

## Liste des titres
Face A
| No | Titre         | Auteur               | Durée |
| -- | ------------- | -------------------- | ----- |
| 1. | Cradle Rock   | Rory Gallagher       | 7:36  |
| 2. | I Wonder Who  | McKinley Morganfield | 7:53  |
| 3. | Tattoo'd Lady | Gallagher            | 5:02  |

Face B
| No | Titre                | Auteur         | Durée |
| -- | -------------------- | -------------- | ----- |
| 4. | Too Much Alcohol     | J.B. Hutto     | 8:29  |
| 5. | As the Crow Flies    | Tony Joe White | 5:51  |
| 6. | A Million Miles Away | Gallagher      | 9:36  |

Face C
| No | Titre               | Auteur    | Durée |
| -- | ------------------- | --------- | ----- |
| 7. | Walk on Hot Coals   | Gallagher | 11:30 |
| 8. | Who's That Coming ? | Gallagher | 10:10 |

Face D
| No  | Titre                         | Auteur       | Durée |
| --- | ----------------------------- | ------------ | ----- |
| 9.  | Stompin' Ground (After Hours) | Gallagher    | 5:22  |
| 10. | Just a Little Bit             | Rosco Gordon | 8:01  |

## Les musiciens
- Rory Gallagher : chant, guitare, harmonica
- Gerry McAvoy : basse
- Rod De'Ath : batterie, percussions
- Lou Martin : claviers

## Charts & certification
| Année | Pays         | Durée du classement | Meilleur classement |
| ----- | ------------ | ------------------- | ------------------- |
| 1974  | Allemagne    | 3 semaines          | 33e                 |
| 1974  | États-Unis   | -                   | 110e                |
| 1974  | Royaume-Uni  | 2 semaines          | 36e                 |
| 2014  | Belgique (W) | 1 semaine           | 155e                |
| 2014  | France       | 1 semaine           | 111e                |
| 2014  | Italie       | 1 semaine           | 86e                 |
| 2014  | Pays-Bas     | 2 semaines          | 67e                 |

| Pays        | Ventes    | Certification | Date       |
| ----------- | --------- | ------------- | ---------- |
| Royaume-Uni | 100 000 + | Or            | 25/02/2005 |